# Амангельди (Ордабасинський район)
Амангельди́ (каз. Амангелді) — село у складі Ордабасинського району Туркестанської області Казахстану. Входить до складу Кажимуканського сільського округу.
Населення — 1277 осіб (2021; 1161 у 2009, 1060 у 1999, 791 у 1989).